# Heggenvogelmuur
Heggenvogelmuur (Stellaria neglecta, synoniem: Stellaria media subsp. neglecta) is een eenjarige plant uit de anjerfamilie (Caryophyllaceae) en komt van nature voor in Europa. Vandaaruit is heggenvogelmuur verspreid naar Noord-Amerika en wordt daar als een onkruid beschouwd.
De plant wordt 30-80 cm hoog. De eenrijig behaarde stengel is evenals de bloeiwijzetakken rond. De tot 5 cm lange bladeren zijn eirond met een korte spits. De onderste bladeren zijn gesteeld en kunnen tot 4 cm lang worden. 
Heggenvogelmuur bloeit in april en mei met witte, 10 mm grote bloemen. De kroonbladen zijn meestal langer dan de 5 - 6,5 mm lange kelkbladen. De bloem heeft meestal tien meeldraden met purperrode helmhokjes.
De vrucht is een eenhokkige doosvrucht. De donker-roodbruine zaden zijn 1,1-1,7 mm lang en hebben vier rijen hoge spitskegelvormige wratten.
Heggenvogelmuur komt voor op vochtige, matig voedselrijke grond langs bosranden en heggen.